# 5·17政變
5·17紧急戒嚴令是韓國於1980年5月17日實行的戒嚴令，又稱5·17政變（5·17 쿠데타）、5·17內亂（5·17 내란）。以全斗煥為首的新軍部在1979年12月的「雙十二政變」奪取軍權後為全面奪權，在1980年5月17日提出擴大戒嚴令實施的「時局收拾⽅案」，最終在當天的國務會議通過。戒嚴令的實施導致漢城之春遭暴力鎮壓，同時使到光州民主化運動爆發、大批民運人士被捕或軟禁，「國家保衛非常對策委員會」的成立鞏固了軍政府的權力，為全斗煥上台執政鋪路。

## 背景
1979年10月26日，時任南韓總統朴正熙被其中央情報部（現韓國國家情報院）部長金載圭開槍殺害，執政長達18年的朴正熙以及其獨裁的「維新體制」垮台。當天凌晨，⾦載圭被逮捕，朴正熙死後由國務總理崔圭夏代⾏總統職權，宣佈從凌晨4時開始在全國（濟州島除外）實施⾮常戒嚴，並任命陸軍總參謀⻑鄭升和、陸軍保安司令全斗煥分別擔任戒嚴司令官和戒嚴司令部聯合搜查本部部⻑。朴正熙死後南韓政局解凍，崔圭夏的代理政府發起政治改革商討，所謂的「漢城之春」由此拉開序幕，但是韓國軍隊內部對此存在反對聲音。在軍隊中，以全⽃煥為首的秘密組織一心會為了奪取軍隊權力，決定以朴正熙遇刺事件嫌疑為理由，拘捕掌握軍隊實權的鄭升和，然後逐步奪取國家最⾼軍政⼤權。
12月12日，全⽃煥的叛軍綁架鄭升和，並佔領了陸軍本部及和國防部，崔圭夏眼見大勢已去、被迫簽署批準逮捕鄭升和的文書，史稱「雙十二政變」。雙十二政變的成功使「⼀⼼會」少壯勢力全面奪取軍隊領導權，原中央情報代理部⻑李熺性被任命為接替鄭升和的陸軍參謀總⻑兼戒嚴司令，「⼀⼼會」完全掌握了⾸都圈內的精銳部隊，並利⽤當時軍隊在韓國政治特有的影響⼒進⼀步⼲預社會政治局勢，建⽴了新軍部統治。儘管全⽃煥成功奪取軍權，但尚未能改變朴正熙被刺後日益趨向解凍局⾯的韓國政局。
在漢城之春最為活躍的就是號稱「三金」的金鐘泌、金泳三和金大中三個政治家。從1980年2⽉起，⼯廠組織⺠主⼯會、學校組織⾃治學⽣會的活動逐漸展開。4⽉14⽇，全⽃煥出任中央情報部部⻑署理，掌握軍權外⼜直接控制了國家的安全機構。5⽉上旬，忠南大學、成均館大學等大學的學⽣已陸續⾛上街頭，要求「解除戒嚴、打倒維新政黨」，⽽漢城大學等26所⼤學的則只在校內舉行抗議。13⽇至14日晚，以延世大学爲主體的漢城6所⼤學、共7萬名大學生走上街頭，他們要求全⽃煥和國務總理申鉉碻辭職、並立即解除戒嚴令。同一時間，韓國朝野各政黨已達成協議，決定5⽉20⽇召開臨時國會磋商結束戒嚴狀態等政治懸案。

## 經過

### 前期準備
全⽃煥為了全面奪權，提前制定了軍隊配置計劃，早在4月12日便開始為戒嚴作戰部署軍用車輛，陸軍總部作戰訓練參謀部起草了《空中支援平息騷亂研究報告》，同時提早分發用於鎮壓抗議的防暴設備（包括警棍、頭盔）、製作「軍人思想教育」教材，5月14日下令軍隊移動到首爾，同時指使手下的陸軍保安司對共處長李鶴捧、情報處⻑權正達等親信，策劃通過擴⼤戒嚴措施來全面控制政局並「安定社會秩序」的「時局收拾⽅案」，並制定出通過全軍指揮官會議決議的形式迫使崔圭夏總統同意擴⼤戒嚴的⽅案，日期定在5⽉17⽇以便搶在國會正式召開之前完全控制政局。
5⽉10⽇，韓國中央情報局從日本當局獲得關於「朝鮮可能入侵」的情報，並且向全⽃煥匯報了相關情報。韓國陸軍情報部門對此進行了分析，最後認為這個情報毫無價值，陸軍副總參謀黃英時說他們「被日本提供朝鮮入侵情報騙了六次」。雖然如此，但是這情報卻被全⽃煥所利用，在已知情報不可信的情況下、用來煽動「國家正在處於危機、朝鮮南侵前的騷亂」的理論，並且以此為由合理化擴大戒嚴。
15⽇，學生示威進⼀步擴⼤，全國有26所⼤學舉⾏了⽰威抗爭，學⽣⽰威受到各界民主⼈⼠的廣泛⽀持，在首爾站廣場舉⾏靜坐的⼤學⽣和群眾達30萬之多；但在16日，組織抗議的學生指導部為避免學生與軍方發生衝突，宣佈終止並取消示威，史稱「漢城火車站回軍」；此舉並沒有得到軍部的退讓，反而使全⽃煥派系的氣焰更加囂張。當天，陸軍參謀總長向國防部部長和韓美聯合司令部請求第20師團第60聯隊和砲兵旅的作戰指揮權，以「維持首爾的秩序」，隨即獲得美軍的批準。

### 擴大戒嚴
1980年5月17日上午，朝野兩黨達成協議，召開第102次臨時國會以解除戒嚴並準備修憲。同⼀天11時40分，韓國軍方在國防部⻑官周永福的主持下舉行全軍主要指揮官會議，共有44名軍官列席，決定以南北韓非軍事區的⼩規模武裝衝突爲藉口，實行除濟州島外的全國戒嚴，同時解散國會、設置「國家保衛非常對策委員會」，並讓參加會議的所有將領都在白紙上簽了名，之後以聯名信交與韓國政府以便施加壓力。指揮官會議上，首都警備司令盧泰愚等⼈紛紛搶先發⾔，主張擴⼤戒嚴措施以使軍隊能夠「更加積極地干預社會，收拾⽬前的混亂時局」，一些穩健派將領的意見完全被無視。
隨後，周永福和李熺性⼀同來到國務總理申鉉稿處要求政府接受「時局收拾方案」，然後三人一同前往青瓦臺會見崔圭夏總統要求批准方案，全⽃煥也在同一時間向崔圭夏轉達了「全軍指揮官的⼀致意見」，崔圭夏在晚上7時同意要求。當天晚上9時42分，韓國政府舉行國務會議；在場外，陸軍首都防衛司令部的第33警衛營已駐守在政府首爾廳舍，國務會議會場⾛廊布滿了荷槍實彈的⼠兵，對進⼊會場的⼈檢查證件，600幾名官兵和4輛裝甲車包圍了整個廳舍，電話線全部被切斷。
會議僅用8分鐘便迅速通過擴大戒嚴令的決議，並在晚上24時開始實施。深夜24時，崔圭夏宣佈即刻實⾏擴⼤戒嚴令。隨即，戒嚴司令部發佈第10號戒嚴令，宣佈禁止包括國會在內的⼀切政治活動、有政治目的的室內外集會與⽰威。室內外的⼀般集會需事前申請，⼤學停課，嚴禁散布「流⾔蜚語」，嚴禁侮辱和誹謗前任與現任國家元⾸，嚴禁煽動和使用與朝鮮相同的主張和術語。

### 軍警出動
5⽉18⽇凌晨3時，22,342名戒嚴軍士兵被部署到全國92所⼤學，其餘2,395名士兵則迅速進駐和佔領了包括漢城及各地主要新聞機構、國會議事堂和政府機關及各政黨機關等136個保衛⽬標，並以濫權嫌疑拘捕金鐘泌、李厚洛、朴鐘圭、金致烈、金振晚、吳源哲、李世鎬等前政權官員，另外以背後指使騷擾嫌疑逮捕金大中、芮春浩、⽂益煥、⾦東吉、印明鎮、高銀、李永禧等24名民主運動⼈⼠，新民黨總裁金泳三亦遭到軟禁。正在漢城梨花女子大學舉⾏通宵會議的全國55所⼤學的學生會代表100多⼈遭到戒嚴軍的突然襲擊，部分學生代表被軍警拘捕。最終，「漢城之春」遭全斗煥為首的新軍部的野蠻鎮壓，這次事件通常被稱為「五·⼀七」事件，亦稱「五·⼀七」政變或內亂事件。
新軍部把漢城與全羅南道的光州當做主要的攻擊目標，在漢城與光州均有部署空降特種作戰部隊，被派到光州的軍警佔領了當地的大學和政府機關，並相繼逮捕了全南大學和朝鮮⼤學的69名學⽣。金大中被捕的消息使到光州爆發大規模和平示威，遭到韓國空降特戰部隊的暴力鎮壓，軍隊根據「拘捕街上所有人」以及「允許開槍」的命令不分青紅皂白地毆打、射殺和拘捕民眾，光州民眾則搶奪警察局武器、自發組成「市民軍」抗爭，期間談判解決危機的嘗試均因戒嚴軍在城市外圍射殺民眾而不了了之。直至27日戒嚴軍攻陷全羅南道道廳，光州民眾抗爭終告落幕，事件中約633人死亡、3,046⼈受傷，史稱「五·⼀⼋光州民主化運動」。
自戒嚴實施直到1982年底，韓國境內的民主化運動已經陷入癱瘓，組織抗議集會幾乎是不可能的。

### 國保委清洗
1980年5月27日，在全⽃煥等人的策劃下，國務會議上通過決議成立「國家保衛非常對策委員會」（簡稱國保委），在崔圭夏下的要求下改為「戒嚴時期總統的咨詢輔佐機關」，為新軍部勢⼒架空政府內閣、操縱國政的主要⼯具，擁有對⾏政和司法調整和統制的職能。全⽃煥任「常務委員會委員⻑」，事實上擁有無限的權⼒。國保委以「淨化」社會為名，解僱了5480名公務員、86名教授、611名教師、3111名國營企業職員的職務，在確保其「忠誠心」後再予以任用，同時制定《言論基本法》以加強對新聞出版的管制。
8月4日，國保委頒布了戒嚴令第13號，以「掃除不良份子」為名成立三清教育隊，在全國範圍內拘捕67,555人，其中39,742人被送往接受「淨化訓練」，許多無辜民眾被隨機拘捕並且在教育隊內遭到毆打虐待，近52人在訓練期間死亡、397人因後遺症死亡、2,678人因高強度的軍事訓練而受傷。同時，當局還⼲涉宗教活動，任意闖⼊寺院，並在10⽉下旬逮捕了153名僧侶，各新聞機構也被迫開除了336名記者和編輯。
對於金大中，軍政府聲稱他是「企圖顛覆國家」的光州民主化運動的策劃者，國保委以所謂「金大中內亂陰謀事件」操縱嫌疑關押金大中等民主人士，並且對他們實施嚴刑逼供，並在9月11日於軍事法庭上判處其死刑。後在內外壓力下才改為無期徒刑，又將其逐出韓國。

### 全斗煥上台
1980年8⽉16⽇，崔圭夏辭去總統職務，由國務總理朴忠勳任代⾏總統職務，並通過統一主體國民會議來選舉產⽣新的總統。8⽉21⽇，全軍主要指揮官會議通過「擁戴以救國之⼀念發揮卓越領導⼒來收拾國家危難並成為國內外矚⽬的新時代、新歷史之指導者的全⽃煥將軍為新的國家元⾸」的決議，次⽇，全斗煥退役。8⽉27⽇，統一主體國民會議以以2525⼈投票、獲2524張支持票的結果，當選為韓國第11屆總統。全斗煥為了鞏固統治，決定廢除維新憲法並重寫憲法，提出以解散第10屆國會及現存所有政黨組織和限制前政權人士活動為主要內容的憲法修正案，並於10⽉22⽇經全民公投通過，統一主體國民會議以及所有政黨被解散。

## 美國的態度
在朴正熙死後，美國方面支持修改維新憲法並建立文官政府，並且誤判韓國軍方無意奪權。雙十二政變後，美國政府和新軍部的關係十分緊張，美國駐韓大使來天惠指「韓國軍方沒有與美國磋商，擅自調動營級和師級部隊，嚴重損害了韓美聯合部隊的軍事效能和行動自由」，同時對政變表達了強烈的遺憾和擔憂；但之後來天惠對新軍部的態度軟化，表示「我們並非排斥或鄙視軍方領導人」。
5月18日，在5·17政變發生後，來天惠向戒嚴司令官李熺性在會議中提出抗議，認為「戒嚴令的實施沒有與文職政府當局充分協商就採取，而且似乎無視美國先前表達的擔憂」，提醒這可能會影響韓美之間重要的合作關係。美國大使館亦表示雖然韓國當局提前2小時通知美國擴大實施戒嚴的消息，但並不知道韓國軍方當局逮捕政治領袖、關閉大學和國會的意圖。美國國務院在5月18日及19日發表公開聲明，對「韓國戒嚴令延長、大學停課以及多名政治和學生領袖被捕深感不安」；來天惠向華盛頓報告，認為全面戒嚴令、隨之而來的逮捕浪潮以及國會的暫停意味著「軍方幾乎正式接管了整個國家」。
韓國歷史學家徐仲錫認為「軍事政變存在美國的支持」，說美國與第20師團被調動脫不了關係，認為新軍部政權符合美國的利益，美國駐韓大使館則表示不知情，又指韓美聯合軍司令部無權控制部隊行動。光州民主化運動爆發後，雖然美國多次敦促新軍部政權尋求和平解決方案，但並未強烈反對軍事鎮壓，民主化運動甚至一開始被文件定性為「地方主義」所造成的，全斗煥對光州的暴力鎮壓是在美軍的默許下進⾏的。美國國務卿埃德蒙·馬斯基承認，當時卡特政府正⾯臨蘇聯入侵阿富汗和伊朗人質危機，國內⼜逢總統選舉，美國沒有別的選擇，只好承認全斗煥政權。

## 脚注
1. ↑  金光熙 2014，第147-148頁.
2. ↑  金光熙 2014，第200頁.
3. 1 2  Kern & Laux 2017，第257頁.
4. ↑  金光熙 2014，第201頁.
5. ↑  金光熙 2014，第202頁.
6. ↑  權赫秀 1997，第100頁.
7. 1 2  權赫秀 1997，第101頁.
8. ↑  金光熙 2014，第203頁.
9. ↑  徐仲錫 2007，第140頁.
10. 1 2 3 4 5  金光熙 2014，第204頁.
11. ↑  權赫秀 1997，第102頁.
12. ↑  國防部過去真相與和解委員會 2007，第359-360頁.
13. 1 2 3  徐仲錫 2007，第141頁.
14. 1 2 3  權赫秀 1997，第104頁.
15. ↑  國防部過去真相與和解委員會 2007，第362頁.
16. ↑  徐仲錫 2007，第140-141頁.
17. ↑  國防部過去真相與和解委員會 2007，第360頁.
18. ↑  國防部過去真相與和解委員會 2007，第366頁.
19. 1 2 3 4 5 6  金光熙 2014，第205頁.
20. ↑  權赫秀 1997，第104-105頁.
21. 1 2  權赫秀 1997，第105頁.
22. ↑  國防部過去真相與和解委員會 2007，第368頁.
23. 1 2  權赫秀 1997，第106頁.
24. ↑  朱立熙 2011，第160頁.
25. 1 2  權赫秀 1997，第107頁.
26. ↑  朱立熙 2011，第161頁.
27. ↑  金光熙 2014，第206頁.
28. ↑  金光熙 2014，第206-209頁.
29. ↑  朱立熙 2011，第161-162頁.
30. ↑  . 韓國廣播公司. 1995-12-26  [2025-08-04] （韩语）.
31. ↑  金光熙 2014，第209-210頁.
32. ↑  權赫秀 1997，第111頁.
33. 1 2 3 4  金光熙 2014，第210頁.
34. ↑  . incheontoday. 2025-08-04  [2025-08-04] （韩语）.
35. ↑  . 京鄉新聞. 2023-12-21  [2025-08-04] （韩语）.
36. 1 2 3 4  權赫秀 1997，第112頁.
37. 1 2  金光熙 2014，第211頁.
38. ↑  權赫秀 1997，第112-113頁.
39. ↑  權赫秀 1997，第113頁.
40. ↑  . 韓聯社. 2010-10-26  [2025-08-04]. （原始内容存档于2025-01-26） （韩语）.
41. ↑  . 韓聯社. 2010-02-22  [2025-08-04] （韩语）.
42. ↑  배진영. . 月刊朝鮮. 2013-05 （韩语）.
43. 1 2  . 美國駐韓國大使館. 1989-06-19. （原始内容存档于2013-03-31） （英语）.
44. ↑  徐仲錫 2007，第141-142頁.
45. ↑  . 東亞日報. 2004-02-28  [2025-08-04]. （原始内容存档于2024-12-07） （韩语）.
46. ↑  金光熙 2014，第209頁.